# Gon: Baku Baku Baku Baku Adventure
Gon: Baku Baku Baku Baku Adventure (ゴン バクバクバクバクアドベンチャー?, Gon: Baku Baku Baku Baku Adobenchā) è un videogioco d'azione-platform basato sul manga Gon ed in uscita per Nintendo 3DS il 14 giugno 2012, edito dalla Namco Bandai Games.